# Mamady Youla

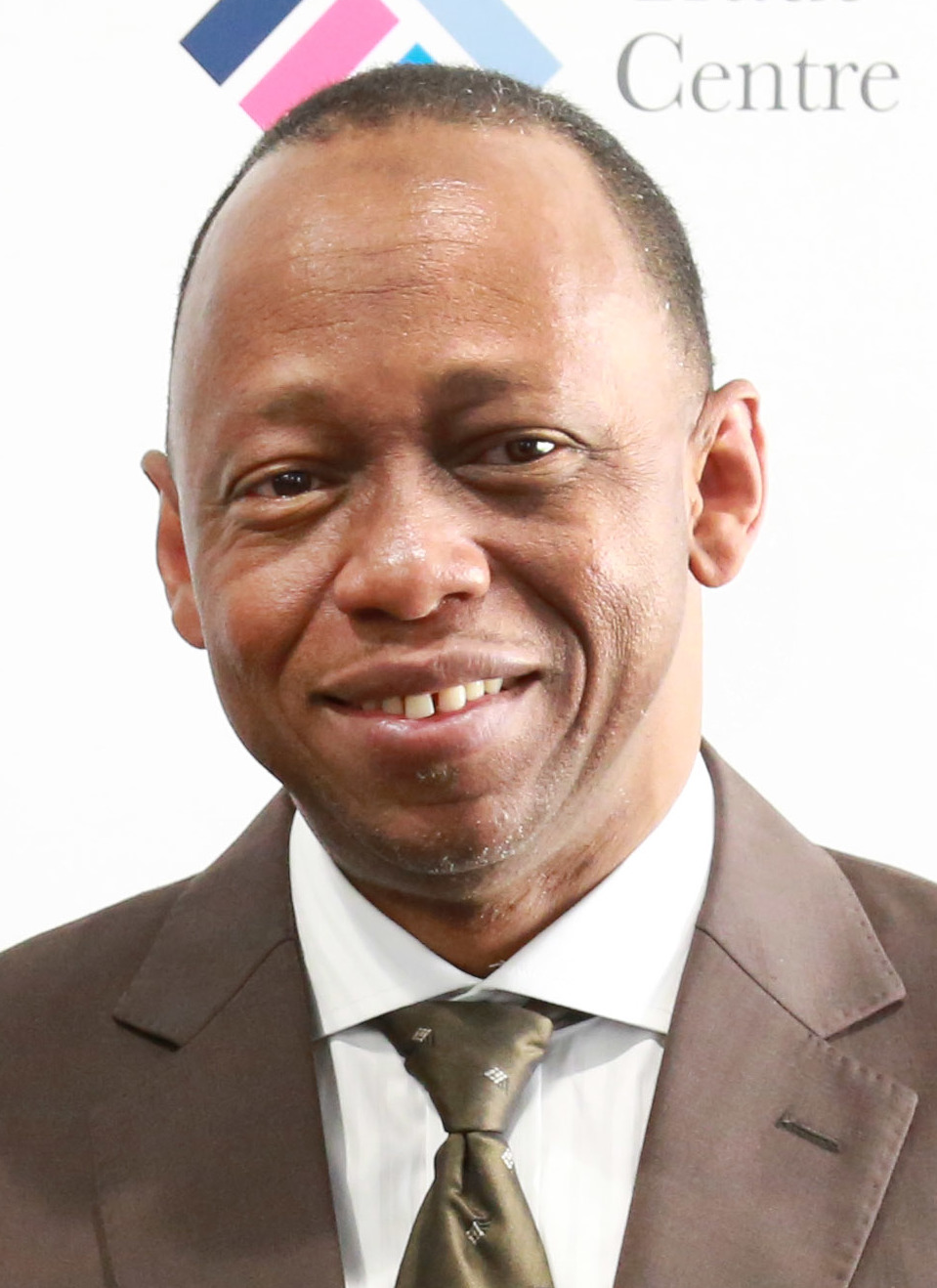
Mamady Youla (2017)

Mamady Youla (Conakri, Guinea, 1961) es un empresario y político guineano, Primer ministro de su país entre 2015 y 2018.
Fue director general de la Compañía de aluminios de Guinea, una compañía minera y filial de una compañía establecida en los Emiratos Árabes Unidos, de 2004 a 2015. Después de que Alpha Condé ganará un segundo mandato como presidente en las elecciones presidenciales de octubre de 2015,  nombre a Youla como primer ministro el 26 de diciembre de 2015.  Asumió el cargo el 29 de diciembre de 2015. El gobierno promociona la experiencia empresarial de Youla, aclarando que su nombramiento promociona empleabilidad y crecimiento del sector privado.
| Predecesor: Mohamed Said Fofana | Primer ministro de la República de Guinea 2015 - 2018 | Sucesor: Ibrahima Kassory Fofana |